# Église Saint-Nicolas de Givors
 (janvier 2025).
La mise en forme du texte ne suit pas les recommandations de Wikipédia : il faut le « wikifier ».
Les points d'amélioration suivants sont les cas les plus fréquents :
- Les titres sont pré-formatés par le logiciel. Ils ne sont ni en capitales, ni en gras.
- Le texte ne doit pas être écrit en capitales (les noms de famille non plus), ni en gras, ni en italique, ni en « petit »…
- Le gras n'est utilisé que pour surligner le titre de l'article dans l'introduction, une seule fois.
- L'italique est rarement utilisé : mots en langue étrangère, titres d'œuvres, noms de bateaux, etc.
- Les citations ne sont pas en italique mais en corps de texte normal. Elles sont entourées par des guillemets français : « et ».
- Les listes à puces sont à éviter, des paragraphes rédigés étant largement préférés. Les tableaux sont à réserver à la présentation de données structurées (résultats, etc.).
- Les appels de note de bas de page (petits chiffres en exposant, introduits par l'outil «  Source ») sont à placer entre la fin de phrase et le point final[comme ça].
- Les liens internes (vers d'autres articles de Wikipédia) sont à choisir avec parcimonie. Créez des liens vers des articles approfondissant le sujet. Les termes génériques sans rapport avec le sujet sont à éviter, ainsi que les répétitions de liens vers un même terme.
- Les liens externes sont à placer uniquement dans une section « Liens externes », à la fin de l'article. Ces liens sont à choisir avec parcimonie suivant les règles définies. Si un lien sert de source à l'article, son insertion dans le texte est à faire par les notes de bas de page.
- La présentation des références doit suivre les conventions bibliographiques. Il est recommandé d'utiliser les modèles {{Ouvrage}}, {{Chapitre}}, {{Article}}, {{Lien web}} et/ou {{Bibliographie}}. Le mode d'édition visuel peut mettre en forme automatiquement les références.
- Insérer une infobox (cadre d'informations à droite) n'est pas obligatoire pour parachever la mise en page.

Pour une aide détaillée, merci de consulter Aide:Wikification.
Si vous pensez que ces points ont été résolus, vous pouvez retirer ce bandeau et améliorer la mise en forme d'un autre article.
L'église Saint-Nicolas est une église catholique situé au 1 rue de l'Église à Givors, dans le département français du Rhône en région Auvergne-Rhône-Alpes.

## Histoire
C’est l’une des trois églises de la ville. Elle a été construite en 1820. Des transformations majeures ont été faites entre 1891 et 1893 sous l’égide de l’architecte renommé Joseph-Étienne Malaval de Lyon. Elle est de style gréco-romain.
Si les dix-sept verrières avaient été protégés au titre des objets mobiliers dès avril 1991, il faut attendre janvier 2025 pour que l'édifice soit inscrit,.

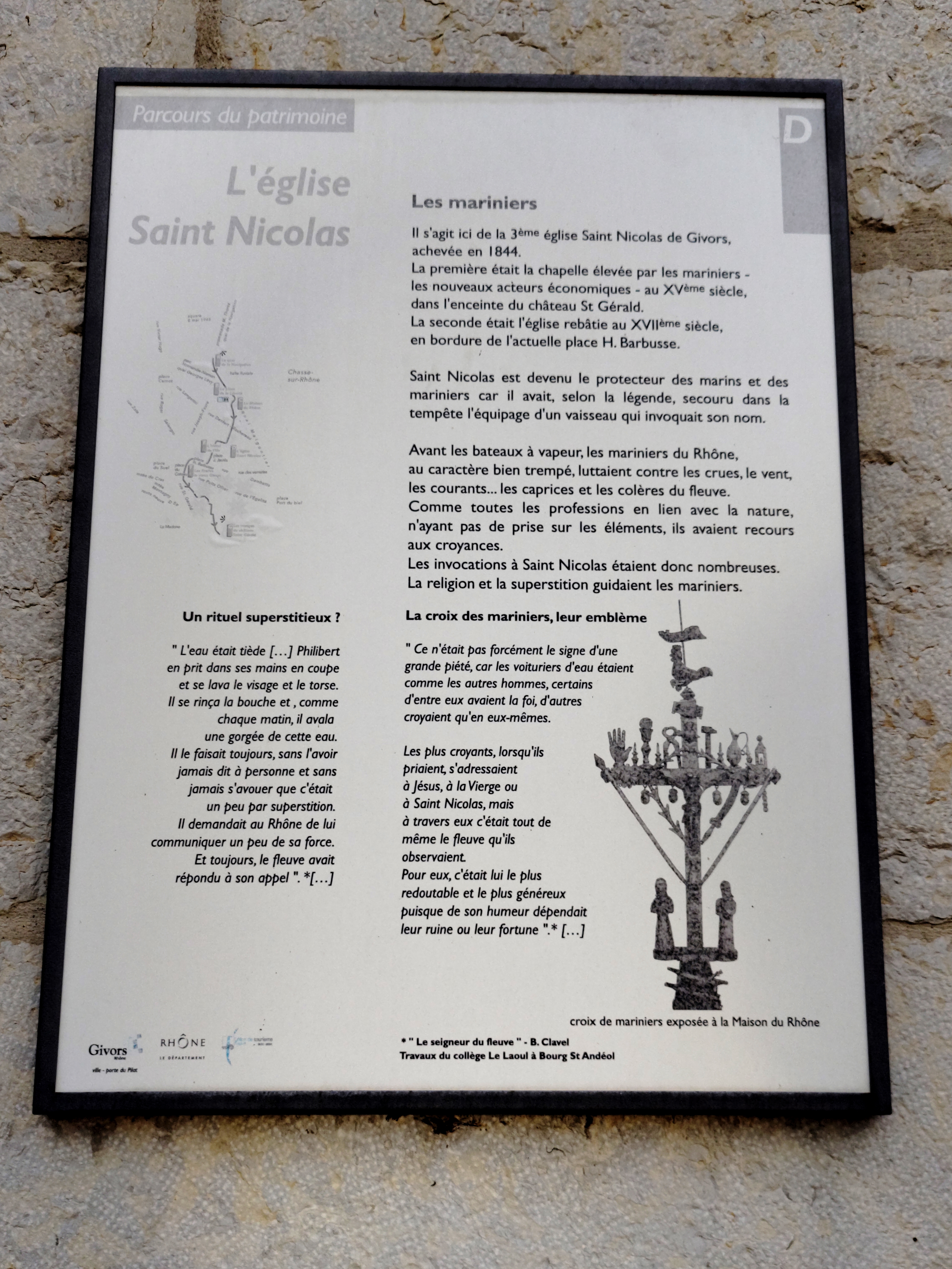
Parcours du patrimoine

## Architecture
Elle est de style gréco-romain.

## Mobilier

### Un véritable musée du vitrail français duXIXesiècle
- Saint-Louis sur le parvis de Saint-Denis, Champigneulle, Bar-Le-Duc, 1880[1]
- La Cène : Jésus et Jean, Bégule, Lyon, 1888
- Saint-Claude portant une chasse, auteur inconnu, milieu XIXe siècle
- Saint-François-d’Assise, Émile Thibaut, Clermont-Ferrand, 1868
- Saint-André, Émile Thibaut, 1867
- Saint-Henri Roi de Germanie, Maréchal et Gugnon de Metz, 1846
- La Sainte Famille : Fuite en Égypte, Barrelon et Veyrat, 1859

### Quatre tableaux de maître remarquables
- Le Christ guérissant l’aveugle-né, (classé monument historique) Daniel Sarrabat (1666 – 1748)[1]
- L’Adoration des bergers, Henri Houyez,  1626 (classé monument historique)
- Le Christ mourant, Pierre-Charles Jombert (1er prix de Rome en 1772),  1787
- L’Adoration des mages, Joseph Vivien, XVIIe siècle